# 阿瓦兹 (组织)
阿瓦兹（英語：Avaaz）是一個全球性的非政府組織，於2007年1月成立，關注議題包括人權、氣候變化、環境保護、貪腐及貧困等等。該組織使用17種語言，工作團隊則分布在全球六大洲18個國家，並宣稱在193個國家擁有超過六千萬名會員。該組織希望通過全球網絡的力量，向政治領袖及國際企業傳達改變政策的訴求。

## 外部連結
- Avaaz.org（页面存档备份，存于）